# Saleen Camaro Concept

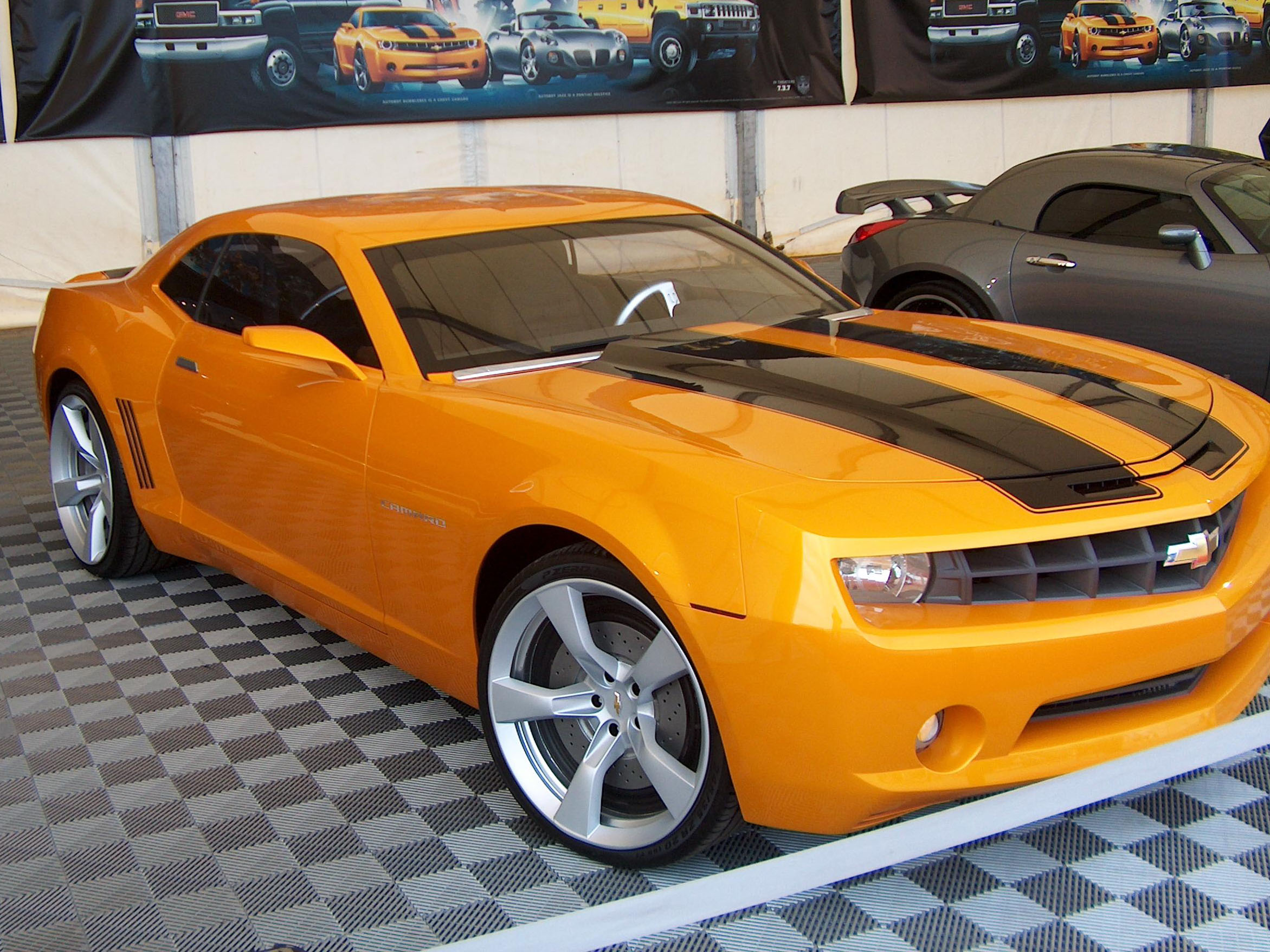
Saleen Camaro, creado para el rodaje de la película Transformers, donde fue utilizado para personificar al bioandroide Bumblebee.

El Saleen Camaro Concept es un automóvil deportivo fabricado por la empresa americana Saleen, sobre la base y diseño del modelo de producción Chevrolet Camaro de quinta generación. Fue creado pura y exclusivamente para rodar la primera entrega de la saga de películas Transformers, a pedido del director de la misma Michael Bay. Es una réplica del modelo de Chevrolet, cuya carrocería fue moldeada en fibra de vidrio por Saleen, siendo a su vez acoplada a una plataforma y equipada con componentes provistos por General Motors.
El vehículo está proyectado sobre una Plataforma V de General Motors, tomada del chasis de un Pontiac GTO que fuera provisto por la propia GM para el desarrollo de este vehículo. A su vez, está equipado con el mismo impulsor del GTO, siendo este un V8 LS2 de 6.0 litros de cilindrada, capaz de erogar 400 HP de potencia. Asimismo, está equipado con una estructura reticular desarrollada para mantener la rigidez de la carrocería en las escenas de alta velocidad.

## Desarrollo del vehículo
El objetivo de Bay en un principio fue el de personificar al protagonista de la saga (Bumblebee), tomando como formato al Chevrolet Camaro. Sin embargo, General Motors no pudo acceder a su deseo, ya que solamente poseía en ese entonces dos unidades listas, de las cuales una si bien estaba en condiciones de rodar, no estaba preparada para sufrir el trajín de una persecución a alta velocidad. Para poder paliar este problema, GM decidió ponerse en contacto con Steve Saleen, destacado carrocero y preparador de automóviles, que ya trabajaba reformando Ford Mustangs y fue creador del Saleen S7. General Motors optó por esta alternativa, para así poder satisfacer a Bay y poder tener un modelo similar del Camaro. El armado del coche, duró exactamente 45 días, en los cuales General Motors, proveyó a Saleen de dos Pontiac GTO y dos carrocerías de Camaro, hechas en fibra. El proceso de armado, incluyó el "hermanamiento" de los carrozados con los chasis de los GTO, la aplicación de implementos Saleen en su interior (al igual que las reformas que realiza con los Ford Mustang), y la construcción de una jaula de seguridad, para mantener firme al carrozado. Su motorización, es un V8 de 6.0L y 400 hp, la motorización que tenían los GTO.